# Pellegrino Bertacchi
Pellegrino Bertacchi (Camporgiano, 6 giugno 1567 – Modena, 22 agosto 1627) è stato un vescovo cattolico italiano.
Fu vescovo di Modena dal 22 marzo 1610 fino alla sua morte.
Attivo segretario del cardinale Alessandro d'Este ed intimo del cardinale Pietro Campori, Pellegrino Bertacchi fu l'archetipo del prelato della controriforma cattolica. Quasi dimenticato dalla storiografia, si distinse dai suoi predecessori sulla sede vescovile di Modena con un sostegno ai nuovi ordini religiosi del Seicento modenese e con la promozione di opere pie.

## La famiglia
Pellegrino nacque a Camporgiano in Garfagnana nella famiglia dei conti Bertacchi, figlio di Cesare, fattore ducale per la Garfagnana del duca Alfonso I d'Este, e di Diamante Coiai, anch'ella di famiglia nobile. Ebbe per fratelli Sigismondo, successo al padre tale fattore ducale, Jacopo, conte di Coriano e Ligonchio, e per zii Domenico, medico personale del medesimo duca, e Sigismondo, storico. La famiglia Bertacchi era allora all'apice della sua notorietà e fedelissima alla famiglia d'Este, che le concesse alte funzioni amministrative nel suo stato.

## Biografia
Non si hanno molte notizie della gioventù di Pellegrino Bertacchi. Venne ordinato sacerdote intorno al 1590 e nominato rettore della pieve di Castelnuovo di Garfagnana ivi il padre Cesare e la famiglia si erano trasferiti qualche anno prima. Nel 1592 trascrive l'elenco dei capi di famiglia della città, attuando in tale modo il primo censimento moderno di Castelnuovo di Garfagnana. Dopo breve tempo, Pellegrino venne chiamato al servizio del cardinale Alessandro d'Este a Roma; per circa cinque anni (1605-1610), venne incaricato di varie missioni diplomatiche, particolarmente presso il re di Spagna, fino alla nomina quale vescovo di Modena (22 marzo 1610) da papa Paolo V.
Durante i primi anni sulla sede vescovile di Modena, Pellegrino Bertacchi si vide più volte chiamare dal duca Cesare d'Este per compiere nuove ambasciate in Spagna, l'ultima essendosi svolta nel 1621 per trattative con il duca di Feria, governatore di Milano, Carlo Emanuele I di Savoia e Ambrogio Doria, Doge di Genova. Trane le sue attività diplomatiche a favore della famiglia d'Este, Pellegrino non dimenticò i suoi doveri pastorali.
Immediatamente dopo la sua nomina a Roma e sul cammino di ritorno, il nuovo vescovo di Modena, per licenza ottenuta dal papa e dal vescovo di Lucca, tenne la cresima nella sua ex-parrocchia di Castelnuovo di Garfagnana nel 1610. Nel 1613, convinse il fratello Sigismondo di rinunciare alla proprietà di un terreno in Castelnuovo di Garfagnana, per farne dono ai fratelli cappuccini, nello scopo di edificarci un convento, tuttora esistente; venne poì viverci il duca Alfonso III d'Este, diventato frate cappuccino con il nome di padre Giambattista d'Este. Pellegrino consacrò il 28 ottobre 1615 la chiesa di San Bartolomeo, edificata dai padri gesuiti a Modena. Nel 1616 egli fu candidato alla porpora cardinalizza per la quale venne poì preferito Pietro Campori, benché Pellegrino Bertacchi fosse giudicato migliore dalla Curia romana. In agosto 1626, diede gli ultimi sacramenti a Isabella di Savoia, moglie di Alfonso III d'Este e figlia del duca di Savoia. Grande amico del poeta Alessandro Tassoni, passò da questa vita poco dopo (22 agosto 1627) e fu sepolto nella cattedrale di Modena; lo storico garfagnino Anselmo Micotti ritiene che i fratelli Jacopo e Sigismondo gli scrissero il seguente epitaffio:
D.O.M. 

PEREGRINO BERTACCHIO MUTINAE EPISCOPO POST ANNUM LX

PEREGRINATIONEM CONSTANTER PIEQUE CONFECTAM AD COELESTEM UT SPES EST PATRIAM

II CALEND. SEPTEMBRIS REVOCATO

JACOBUS ET SIGISMUNDUS FRATRES AMANTISSIMI POSUERUNT
Dalla sua corrispondenza e dai suoi editti, oggi conservati negli archivi della diocesi di Modena e nell'archivio di Stato di Modena, si ritiene che Pellegrino Bertacchi fu il primo rappresentante modenese di una nuova generazione di vescovi, occupati a gestire la somma dei problemi della Chiesa dopo lo scontro con il luteranesimo. Le sue opere pastorali manifestano una grande preoccupazione di dare ad ogni espressione di fede il suo posto nell'opera di riconquista.

## Genealogia episcopale
La genealogia episcopale è:
- Cardinale Bonifazio Bevilacqua Aldobrandini
- Vescovo Pellegrino Bertacchi